# 格倫雷文 (北卡羅萊納州)
格倫雷文（英語：Glen Raven）是位於美國北卡羅萊納州阿拉曼斯縣的普查規定居民點。

## 人口
根據2020年美國人口普查的數據，格倫雷文的面積為9.30平方千米，當中陸地面積為9.09平方千米，而水域面積為0.21平方千米。當地共有人口3239人，而人口密度為每平方千米348.28人。